# Șîroka Dolîna, Velîka Bahacika
Șîroka Dolîna (în ucraineană Широка Долина) este localitatea de reședință a comunei Șîroka Dolîna din raionul Velîka Bahacika, regiunea Poltava, Ucraina.

## Demografie
Componența lingvistică a localității Șîroka Dolîna
     Ucraineană (97,79%)
     Rusă (1,77%)
     Alte limbi (0,22%)
Conform recensământului din 2001, majoritatea populației localității Șîroka Dolîna era vorbitoare de ucraineană (97,79%), existând în minoritate și vorbitori de rusă (1,77%).